# Poropuntius krempfi
Poropuntius krempfi és una espècie de peix de la família dels ciprínids i de l'ordre dels cipriniformes.
Els adults poden assolir els 13 cm de longitud total. Es troba a Laos, nord del Vietnam i conca del riu Mekong a Yunnan (Xina).